# ۱۲۰۳ (میلادی)
۱۲۰۳ (میلادی) هزار و دویست و سومین سال تقویم میلادی است.

## درگذشتگان
‎